# Georg Hirth
Georg Hirth (Tonna, 13 luglio 1841 – Tegernsee, 28 marzo 1916) è stato uno scrittore, giornalista e editore tedesco.
Egli è noto per aver fondato la rivista culturale Jugend, nel 1896, che fu il veicolo promotore dell'Art Nouveau.

## Biografia
Studiò economia a Gotha e a Lipsia e dopo una carriera come giornalista fondò la rivista Jugend – Münchner illustrierte Wochenschrift für Kunst und Leben (in italiano: Gioventù: rivista illustrata settimanale di arte e stile di vita di Monaco di Baviera). Questa pubblicazione, che rifletteva gli ideali di modernismo che circolavano in quell'epoca fra gli artisti, fu strumentale per promuovere lo stile Art Nouveau in Germania. Come risultato, il nome della rivista venne adottato, nel linguaggio comune tedesco, come nome dello stile che promuoveva: Jugendstil (stile Jugend). Hirth coniò anche il termine "Secessione" per rappresentare lo spirito dei vari e moderni movimenti reazionari del tempo. Morì a Tegernsee nel 1916.

## Opere principali
- (a cura di) Tagebuch des deutsch-französischen Kriegs (Leipzig 1870-1874) – Diary of the Franco-Prussian War
- Der Formenschatz der Renaissance (1877 ss., dal 1879 con il titolo Der Formenschatz) – pubblicata in lingua inglese come Art Treasure
- Das deutsche Zimmer der Gotik und Renaissance etc. (3ª ediz. 1886) – The German Gothic and Renaissance Room
- Kulturgeschichtliches Bilderbuch aus drei Jahrhunderten (1883 ff.) – published in English as Picture book of the graphic arts, 1500-1800
- Pubblicò una serie di incisioni su legno di opere di antichi maestri tedeschi come Albrecht Dürer, Hans Holbein il Giovane, Lucas Cranach il Vecchio, Jost Amman, Virgil Solis e altri in Liebhaber-Bibliothek alter Illustratoren (1880 ss.)